# Елізабет Лейл
Елізабет Дін Леіл (англ. Elizabeth Dean Lail, нар. 25 березня 1992, Вільямсон, Техас) — американська актриса. Найбільш відома за роллю Анни в телесеріалі «Якось у казці».

## Життєпис
Елізабет Дін Леіл народилася 1992 року в окрузі Вільямсон, штат Техас, в сім'ї Діна Франкліна Леіла і Кей Лурен Сурратт. У неї є старша сестра Кетрін Дін Леіл. Вони переїхали до Ешборо, округ Рендольф, Північна Кароліна, звідки походять їхні предки.
Після того, як Леіл закінчила середню школу Ешборо у 2009 році, вона вступила до Школи мистецтв Університету Північної Кароліни (м. Вінстон-Сейлем) у 2010 році. У травні 2014 року вона закінчила навчання і отримала диплом бакалавра з драматичного мистецтва.

## Фільмографія
| Рік       |    | Українська назва       | Оригінальна назва         | Роль                  |
| --------- | -- | ---------------------- | ------------------------- | --------------------- |
| 2011      | кф | Модель літака          | Model Airplane            | Анна                  |
| 2014      | кф | Без                    | Without                   | Емілі                 |
| 2014      | с  | Якось у казці          | Once Upon a Time          | принцеса Анна / Джоан |
| 2016      | с  | Літо мертвих           | Dead of Summer            | Емі Г'юз              |
| 2017      | с  | Чорний список          | The Blacklist             | Наталі Лука           |
| 2018      | с  | Хороша боротьба        | The Good Fight            | Емелі Чапін           |
| 2018      | ф  |                        | Unintended                | Лея                   |
| 2018—2025 | с  | Ти                     | You                       | Гвіневра Бек          |
| 2019      | ф  | Зворотній відлік       | Countdown                 | Квінн Гарріс          |
| 2021      | с  | Пліткарка              | Gossip Girl               | Лола Морган           |
| 2021—2022 | с  | Звичайний Джо          | Ordinary Joe              | Дженні Бенкс          |
| 2022      | мс | Робоцип                | Robot Chicken             | Анна / Кіттен Кемпер  |
| 2022      | ф  | Мак і Рита             | Mack & Rita               | Мак                   |
| 2023      | ф  | Божевільна дівчина     | Gonzo Girl                | Девані Пелтіер        |
| 2023      | ф  | П'ять ночей у Фредді   | Five Nights at Freddy's   | Ванесса Шеллі         |
| 2024      | с  | Елсбет                 | Elsbeth                   | Квінн Паверс          |
| 2025      | ф  | П'ять ночей у Фредді 2 | Five Nights at Freddy's 2 | Ванесса Шеллі         |

## Особисте життя
У квітні 2011 року одружилася з дантистом Нієку Маншаді.